# Charles Hall Grandgent
Charles Hall Grandgent (Dorchester, Massachusetts, 1862 — Cambridge, Massachusetts, 1939) va ser un filòleg romanista estatunidenc, especialista en italianística.

## Vida
Grandgent va estudiar a la Universitat Harvard i es va graduar el 1883. Després d'una etapa com a professor d'ensenyament secundari, va ser professor a la mateixa universitat entre 1896 i 1932. Va escriure diversos estudis sobre Dante Alighieri (1917 i 1924). També és autor de nombroses obres sobre lingüística històrica, particularment una Introduction to Vulgar Latin (1907), traduïda al castellà per Francesc de Borja Moll (1928).
De 1902 i fins a 1911 fou secretari de la Modern Language Association, i el 1912 en fou també president. El 1923, quan es va fundar, va ser nomenat president honorari de la American Association of Teachers of Italian. El 1913 va ser escollit com a membre de la American Academy of Arts and Sciences.
La Dante society of America ha instituït un premi, The Charles Hall Grandgent Award, que s'atorga anualment.